# George Saitoti
George Saitoti (Warwick, 3 de agosto de 1945 — Ngong, 10 de junho de 2012) foi um político, empresário, matemático e economista queniano. Foi o 6º e o 7º vice-presidente do Quênia, de 1989 até 1998 e 1999 até 2004.